# Aubertin
Aubertin is een gemeente in het Franse departement Pyrénées-Atlantiques (regio Nouvelle-Aquitaine) en telt 629 inwoners (2004). De plaats maakte deel uit van het arrondissement Oloron-Sainte-Marie tot en met 2016. Per 1 januari 2017 werd zij overgeheveld naar het arrondissement Pau.

## Geografie
De oppervlakte van Aubertin bedraagt 17,3 km², de bevolkingsdichtheid is 36,4 inwoners per km².
De onderstaande kaart toont de ligging van Aubertin met de belangrijkste infrastructuur en aangrenzende gemeenten.

## Demografie
Onderstaande figuur toont het verloop van het inwonertal (bron: INSEE-tellingen).